# La Loi de Murphy (chanson d'Angèle)
Pour les articles homonymes, voir Loi de Murphy (homonymie).
Singles de Angèle
Je veux tes yeux
(2018)
Clip vidéo
[vidéo] « La Loi de Murphy », sur YouTube
La Loi de Murphy est une chanson interprétée par la chanteuse belge Angèle qu'elle a écrite, composée et produite avec l'aide de Veence Hanao et de Matthew Irons. Sortie comme premier single de la chanteuse le 23 octobre 2017, la chanson est ensuite incluse dans l'album Brol qui sort en octobre 2018.

## Classements et certifications

### Classements hebdomadaires
| Classement (2017-2018)                  | Meilleure position |
| --------------------------------------- | ------------------ |
| Belgique (Flandre Ultratop 50 Singles)  | 22                 |
| Belgique (Flandre Ultratop 50 Airplay)  | 19                 |
| Belgique (Wallonie Ultratop 50 Singles) | 5                  |
| Belgique (Wallonie Ultratop 50 Airplay) | 2                  |
| France (SNEP)                           | 42                 |
| France (SNEP Streaming)                 | 41                 |
| France (SNEP Téléchargement)            | 120                |

### Certifications
| Région                                                                                                 | Certification | Ventes/Streams                 |
| --- | ------------- | ------------------------------ |
| France (SNEP)                                                                                          | Or            | 15 millions équivalent streams |
| Belgique (BEA)                                                                                         | Platine       | 30 000*                        |
| *Ventes selon la certification ^Mise en rayon selon la certification xNon précisé par la certification |               |                                |